# Gulnaz Ragyikovna Gubajdullina
Gulnaz Ragyikovna Gubajdullina, oroszul: Гульназ Радиковна Губайдуллина, baskírul: Гөлназ Радик ҡыҙы Ғөбәйҙуллина, tatárul: Гөлназ Радик кызы Гобәйдуллина (Novij Urengoj, 1992. február 14. –) világ- és Európa-bajnok baskír-tatár származású oroszországi öttusázó.

## Pályafutása
1992. február 14-én született a Jamali Nyenyecföldhöz tartozó Novij Urengojban. Apja baskír, anyja tatár származású, akik a baskíriai Isimbaji járás Kinzekejevo falujában születtek. Szüleivel tatár nyelven beszél, és magát inkább tatárnak tartja.
Hatéves korában kezdett el úszni, majd futásban is jó eredményeket ért el. 13 éves korában kezdett öttusával foglalkozni. A 2010-es szingapúri ifjúsági olimpián vegyes váltóban a litván Lukas Kontrimaviciusszal bronzérmet szerzett. A 2016-os Rio de Janiró-i olimpián a 14. helyen végzett. Első nemzetközi sikerét a 2017-es kairói világbajnokságon érte el, ahol egyéniben arany-, csapatban ezüstérmet nyert. Ugyanebben az évben a minszki Európa-bajnokságon vegyes váltóban Kirill Beljakovval aranyérmes lett. A 2021-es Európa-bajnokságon csapatban ezüstérmet szerzett Adelina Ibatullinával és Szofija Kozlovával.

## Sikerei, díjai
- Ifjúsági olimpiai játékok
  - bronzérmes: 2010, Szingapúr (vegyes váltó)
- Világbajnokság
  - aranyérmes: 2017, Kairó (egyéni)
  - ezüstérmes: 2017, Kairó (csapat)
- Európa-bajnokság
  - aranyérmes: 2017, Minszk (vegyes váltó)
  - ezüstérmes: 2021, Nyizsnyij Novgorod (csapat)